# Raul Hellberg
Raul Edvard Hellberg (15 de dezembro de 1900 — 30 de outubro de 1985) foi um ciclista olímpico finlandês.
Hellberg representou sua nação nos Jogos Olímpicos de Verão de 1928, na prova individual de corrida em estrada.